# Холмечское сельское поселение
Холмечское сельское поселение — муниципальное образование в северной части Суземского района Брянской области. Административный центр — посёлок Холмечи.
Образовано в результате проведения муниципальной реформы в 2005 году, путём преобразования дореформенного Холмечского сельсовета.

## Население
| 2010 | 2011 | 2012 | 2013 | 2014 | 2015 | 2016 | 2017 | 2018 |
| ---- | ---- | ---- | ---- | ---- | ---- | ---- | ---- | ---- |
| 793  | ↘791 | ↘778 | ↘760 | ↗764 | ↘750 | ↘741 | ↘736 | ↘708 |
| 2019 | 2020 | 2021 |      |      |      |      |      |      |
| ↘700 | ↘695 | ↘681 |      |      |      |      |      |      |

## Населённые пункты
| № | Населённый пункт | Тип          | Население |
| - | ---------------- | ------------ | --------- |
| 1 | Берёзовка        | деревня      | ↘71       |
| 2 | Гаврилова Гута   | деревня      | ↘56       |
| 3 | Нерусса          | ж.д. станция | 160       |
| 4 | Стуженка         | посёлок      | ↘6        |
| 5 | Теребушка        | деревня      | ↘3        |
| 6 | Холмечи          | посёлок      | ↘464      |